# Арена водного поло (Баку)
Арена водного поло (азерб. Su Polosu Arenası) — расположенная на южной оконечности Площади государственного флага в Баку (Азербайджан) арена, предназначенная главным образом для проведения соревнований по водному поло. Арена рассчитана почти на три тысячи мест. В 2015 году на арене проходили соревнования по водному поло в рамках I Европейских игр.

## История
Впервые о том, что в Баку будет построена арена водного поло, объявила председатель Организационного комитета первых Европейских игр 2015 Мехрибан Алиева, на первом заседании Организационного комитета игр, прошедшего 3 февраля 2013 года под председательством президента Азербайджанской Республики Ильхама Алиева. Также было объявлено, что арена водного поло будет построена рядом с Центром водных видов спорта в Баку.
Сдана в эксплуатацию в 2015 году до начала Европейских игр.